# Plagodis jezoensis
Plagodis jezoensis là một loài bướm đêm trong họ Geometridae.